# Vitalij Puchkalo
Vitalij Puchkalo (9 settembre 1992) è un fondista kazako.
Nelle liste FIS è registrato come Vitaliy Pukhkalo.

## Biografia
Attivo in gare FIS dal gennaio del 2014, Puchkalo ha esordito in Coppa del Mondo il 19 febbraio 2017 a Otepää (44º), ai Campionati mondiali a Lahti 2017, dove è stato 47º nella 15 km, 39º nella 50 km e 44º nello skiathlon, e ai Giochi olimpici invernali a Pyeongchang 2018, piazzandosi 54º nella 15 km, 52º nella 50 km, 34º nello skiathlon e 8º nella staffetta. Ai Mondiali di Seefeld in Tirol 2019 è stato 50º nella 15 km, 48º nello skiathlon e 7º nella staffetta, mentre a quelli di Oberstdorf 2021 si è classificato 53º nella 15 km, 61º nella sprint, 47º nello skiathlon, 12º nella staffetta e non ha completato la 50 km. Ai XXIV Giochi olimpici invernali di Pechino 2022 si è piazzato 25º nella 15 km, 32º nello skiathlon e 66º nella sprint; ai Mondiali di Planica 2023 è stato 25º nello skiathlon, 13º nella staffetta e non ha completato la 15 km e a quelli di Trondheim 2025 si è classificato 54º nella 10 km, 16º nella staffetta e non ha completato la 50 km.

## Palmarès

### Coppa del Mondo
- Miglior piazzamento in classifica generale: 47º nel 2020